# Аліханмахі
Аліханмахі (рос. Алиханмахи) — село Акушинського району, Дагестану Росії. Входить до складу муніципального утворення Сільрада Аліханмахінська.
Населення — 826 (2010).

## Населення
За даними перепису населення 2002 року в селі мешкало 732 особи. В тому числі 360 (49,18 %) чоловіків та 372 (50,82 %) жінки.
Переважна більшість мешканців — даргинці (100 % від усіх мешканців). У селі переважає усіша-цудахарська мова.